# Tatiana Guțu
Tatiana Guțu (n. 5 septembrie 1976, Odesa, RSS Ucraineană, URSS) este o gimnastă ucraineană (anterior sovietică), campioană olimpică a Jocurilor Olimpice de vară din 1992. Este cunoscută pentru trucurile sale, unele dintre cele mai dificile în gimnastica artistică. La cincisprezece ani la momentul debutului ei, gimnasta efectua deja exerciții de nivelul gimnastelor experimenate.

## Biografie
S-a nascut în orașul Odesa într-o familie de origine moldovenească/basarabeană. A început să practice gimnastica la varsta de 6 ani. Ea a devenit membru al echipei olimpice naționale a Uniunii Sovietice în 1988.

## Gimnastică artistică
Primul ei concurs major a fost Campionatul mondial de Gimnastică artistică din 1991 de la Indianapolis, aici s-a clasat pe locul I cu echipa Uniunii Sovietice, de asemenea a câștigat și 2 medalii de argint (individual) în probele - bare și bârnă. Aici, fiind remarcată pentru dificultate ei, ca una din primele gimnaste din lume care a efectuat dubla săritură Iurcenko.
La începutul anului 1992, Guțu a câștigat probele invidual compus la sărituri și bârnă, la Campionatul European. Fiind cea mai de succes gimnastă a Campionatului, era una din favoritele Jocurilor Olimpice. Cu toate acestea, Guțu (15 ani la moment) a ratat finala acestui eveniment. În preliminariile olimpice, Guțu a căzut de la bârnă, coborând pe locul 9. A fost cît pe ce să câștiga partea opțională a competiției pe echipe, fiind și una din favoritele pentru medalia de aur la bârnă, însă căderea a însemnat ne-calificarea ei.
Deși 36 de gimnaste sau calificat pentru competiția pe echipe, numai 3 concurente din fiecare țară au fost permise în finală, și din cauza căderii lui Guțu, trei concurente din altă echipă unită sau plasat pe o poziție mai sus. Cu toate acestea, antrenorii echipei au considerat că Guțu are mai multe șanse de a aduce acasă aur decât colegile ei, Svetlana Boghinskaia și Rozalia Galieva.
Într-una din cele mai dificile lupte pentru podiu, Guțu a fost într-o cursă strânsă cu americana Shannon Miller pentru medalia de aur. Nici una din problemele de calificare nu s-a repetat, astfel ea a trecut prin seturi fără mari erori. Campania olimpică a gimnastei a fost una de succes, ea obținînd, medalii la concursul pe echipe (aur), paralele (argint) și sol (bronz).
După încheierea carierei în 1993 Guțu a plecat în Statele Unite, unde în prezent este antrenoară.